# Fatima Bali
Fatima Bali (20 januari 1966) is een Belgische politica van Berbers Marokkaanse afkomst die landelijke bekendheid verwierf als een van de eerste allochtone politici in Vlaanderen.

## Levensloop
Bali kwam in contact met pater Luc Versteylen toen ze op 17-jarige leeftijd deelnam aan een door zijn beweging opgezette fietsactie. Toen Agalev op zoek was naar een allochtone kandidate om op de lijst te staan klopte ze aan bij de groene beweging.
Ze werd het eerste gemeenteraadslid van Marokkaanse afkomst in Vlaanderen toen ze in 1988 voor Agalev verkozen werd in de Antwerpse gemeenteraad. Bij de gemeenteraadsverkiezingen van 2000 werd ze herkozen met 3.700 voorkeurstemmen en verlangde ze dat ze een schepenmandaat kreeg, de partij droeg haar echter niet voor.
Na de lokale verkiezingen van 2006 werd Fatima schepen voor cultuur, middenstand en diversiteit in de districtsraad van Borgerhout. Volgens Groen! was er een ondertekend akkoord dat ze in 2009 na drie jaar een stap opzij zou zetten als schepen ten voordele van districtsraadslid Marij Preneel. Bali weigerde dit en ontkende dat ze een dergelijk akkoord ooit ondertekende en stelde dat er een valse handtekening was gezet. Nadat ze op 21 januari 2010 bij de rechtbank klacht neerlegde wegens schriftvervalsing tegen haar eigen partij werd ze door de partij, aan de deur gezet. Op 22 februari werd Preneel door de districtsraad als nieuwe schepen aangesteld, in afwachting van het gerechtelijk onderzoek.